# کریستوفر گوبل
کریستوفر گوبل (انگلیسی: Christoph Göbel؛ زادهٔ ۲۳ مارس ۱۹۸۹) بازیکن فوتبال اهل آلمان است.
از باشگاه‌هایی که در آن بازی کرده‌است می‌توان به اشپورت فقاند زیگن، باشگاه فوتبال تسویکاو، و باشگاه فوتبال قوت-وایس ارفورت اشاره کرد.